# 関東リハビリテーション専門学校
関東リハビリテーション専門学校（かんとうりはびりてーしょんせんもんがっこう）は、東京都立川市にある私立専修学校 。運営は学校法人都築学園。

## 沿革
- 2000年（平成12年）3月 - 関東リハビリテーション専門学校設立
- 2015年（平成27年）4月 - 理学療法学科が3年制課程へ移行
- 2017年（平成29年）4月 - 作業療法学科が（4年制課程から）3年制課程へ移行

## 学科
- 理学療法学科（3年制・昼間）
- 作業療法学科（3年制・夜間）